# Corvo de' Corvis
Corvo de' Corvis è personaggio inventato per i festeggiamenti e le recite popolari di carnevale, che non ha nessuna effettiva corrispondenza con esponenti realmente vissuti della famiglia Corvi. I nomi di personaggi storici realmente esistiti e attribuiti a Corvo de' Corvis sono molteplici e vari: a volte si chiama Annibale, altre Giuseppe o Pompeo.
Da questi festeggiamenti e dalle alterazioni venute ad esserci nel corso del tempo, nei ricordi o memoria popolare è nata la leggenda di Corvo de' Corvis. Infatti, Corvo de' Corvis non è realmente esistito, ma si attribuisce la sua identità a uno dei baroni della famiglia Corvi ucciso durante una ribellione contro il vicereame spagnolo (1646-1647 circa) capeggiata da personaggi come Masaniello, Giulio Genoino ed Enrico II di Guisa (1614-1664), che aspirava al trono di Napoli. Infatti, nel 1647 durante una sommossa contro il Vicereame di Napoli, capeggiata localmente (in Abruzzo) dal genovese Giovanni Grillo, fedele a Enrico II duca di Guisa, gli abitanti del castello di Fontecchio (fedeli ai Corvi e agli spagnoli), resistettero all’assedio, finché la vedova di Pompeo Corvi (barone sia di Roccascalegna che di Fontecchio), Giulia Muti (Muzi o Mutij) difese eroicamente le mura e la città uccidendo con un colpo di spingarda il capo degli assediatori.
La creazione e invenzione del personaggio Corvo de' Corvis, che non è realmente esistito, si comprende solo facendo riferimenti e spiegando il significato del carnevale. Infatti, si tratta di uno dei tanti personaggi che venivano interpretati durante il carnevale, ossia durante il rito propiziatorio per la fertilità e di esorcizzazione del male che ricorreva ogni anno durante i festeggiamenti mascherati e recitati di carnevale. Secondo studi antropologici il potente, vescovo o feudataria, piuttosto che sciamano, attraverso un rito liberava dal male la fanciulla rendendola fertile. A Roccascalegna, il carnevale ha perduto le sue tradizioni e non è rimasto vivo col suo significato originario e legato alle feste pagane (i Saturnali e i Baccanali), di conseguenza nel corso del tempo ci sono state alterazioni nel rito e nel suo ricordo. Invece, nello Storico Carnevale di Ivrea, dove l'allegorica rivolta della Battaglia delle Arance e l'omicidio del feudatario che si apprestava a esercitare lo ius primae noctis sulla Mugnaia, tutto è rimasto più chiaro. La stessa cosa si può intrevvedere nella leggenda della Lechera di Rocca Grimalda. A Roccascalegna la maschera di "corvo de Corvis" nacque intorno al XVII secolo, quando governava la famiglia Corvi, poi coi Nanni sparì.

## Le leggende
Varie sono le leggende su Corvo de' Corvis. 
- La più nota narra che a metà del 1600 un certo barone de Corvis impose ai suoi vassalli di venerare un corvo nero, chi si rifiutava veniva arrestato e gettato nelle segrete. Si trattava di un'adorazione che aveva antiche radici romane nei confronti dei corvi (considerati messaggeri degli dei), già praticata dagli antenati della famiglia Corvi appartenenti alla gens Valeria[4][5][6], che rimasta viva anche oggi, si pensi per esempio ai corvi della Torre di Londra legati al destino della corona d'Inghilterra[7][8]. Un'altra versione della stessa leggenda narra che il corvo fu chiamato “corvo de Corvis”, ossia corvo della famiglia Corvi, in quanto le persone alle quali gracidava venivano buttate nelle segrete. Successivamente, in altre leggende, il nome “Corvo de Corvis” fu attribuito al barone.[9][10]

- Secondo altre versioni, in molti identificano Corvo de' Corvis col nome di Annibale. Perché Annibale Corvi (1570-1638), che ereditò il feudo dal padre Vincenzo, impalmò nel 1597 la marchesa Giovanna Zazzera (o Zazzara). Questa nobildonna una volta rimasta vedova si risposò nel 1606 con Annibale II Corvi, sindaco di Sulmona che acquisì anche il titolo di marchese di Zazzera[1]. La marchesa si Zazzera, appartenente a una famiglia anticamente originaria di Venezia (la famiglia Zazzera in origine si chiamava Zorzi)[11][12], aveva l'abitudine di indossare la maschera detta "bautta" per evitare i cattivi odori e le malattie, rassomigliando così a un corvo atropomorfo tanto da prendere l'appellativo "Corvo de' Corvis". Qualcosa di analogo sembrava facesse anche il marito Annibale (forse il primo marito della marchesa Giovanna Zazzera), sempre per evitare malattie, secondo le conoscenze del XVII secolo. In questo periodo i feudatari di Roccascalegna introdussero una tassa sul matrimonio, correlata a una sorta di controlli medici effettuati sia per controllare la verginità della donna che lo stato di salute, prevenendo così il diffondersi della peste. Così, colui che effettuava la verifica non era distinguibile dai feudatari, perché entrambi portavano la "bautta" ed erano coperti per prevenire le malattie. Di conseguenza una fanciulla destinata al matrimonio, dopo essere stata esaminata dal medico della peste dotato di bastone, terrorizzata e inconsapevole di quanto le stessero facendo, incrociò il barone che indossava la bautta e per errore lo uccise brutalmente per poi diffamarlo sulla base delle sue convinzioni.
- Altra leggenda legata a questo personaggio è la legge dello “Ius Primae Noctis”, ovvero “il diritto della prima notte”. Da un punto di vista storico si trattava del pagamento di una tassa e probabilmente di un controllo da parte del potente locale, per esempio un vescovo o un feudatario e in tempi più recenti un medico (si veda il caso della regina Vittoria con Lady Flora Elizabeth Rawdon-Hastings)[13][14][15], di verificare che la donna fosse virgointatta prima del matrimonio. Nella leggenda però si aggiunge che per sposarsi era necessario pagare, per riscattare la propria sposa oppure cedendola per una notte al feudatario. Sempre secondo il folclore popolare, una coppia di sposi non aveva denari, quindi la sposa che passò la notte col barone lo colpì a morte. Corvo de Corvis, morente, si appoggio la mano sul cuore col tentativo di fermare il sangue e poi la appoggio al muro, lasciando un'impornta indelebile e “maledicendo la stirpe della sua assassina”, mentre la folla inferocita assaltava il castello. Inoltre, la leggenda narra che nei successivi tempi la “mano di sangue” non andò mai via nonostante i tentativi di cancellarla, finché nel 1940 parte del castello crollò portandosi via anche la camera dove avvenne l’omicidio.[9][10]
- Un’altra leggenda, più recente, aggiunge che nelle notti di tempesta quando le nubi basse accarezzano la torre, un volo di corvi preannuncia il ritorno del barone, che passeggia inquieto per le stanze del castello, cercando la pace eterna.[9][10]

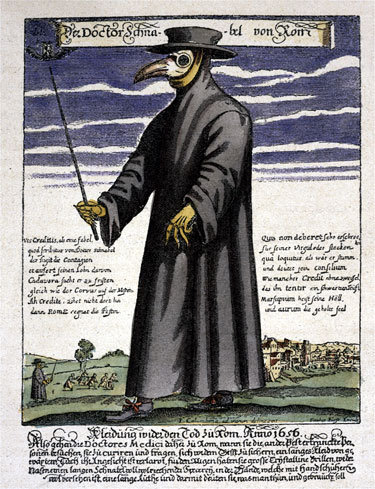
L'abito del medico della peste in un disegno del 1656

Probabilmente è nato tutto dal fatto che durante XVII secolo, diversamente da quanto avveniva nel medioevo, molti amministratori locali ritennero opportuno sottoporre le novelle spose a un controllo di tipo medico, inserendo così una tassa che ricordava lo ius primae noctis medievale. Il controllo era fatto da una persona che indossava l'abito del medico della peste e che a Roccascalegna venne chiamato "corvo dei Corvis", cioè corvo della famiglia Corvi, perché a Roccascalegna la famiglia potente del luogo che metteva a disposizione il medico si chiamava guardacaso Corvi. Il popolo, che non era istruito e colto come la nobilità e il clero, non comprendeva il senso di questo controllo medico a pagamento, atto a evitare la propagazione di malattie come la peste, oltre che al controllo della verginità femminile per motivi socio-culturali rimasti vivi fino a tempi molto recenti. Oltretutto la persona colta e/o potente che indossava la maschera per effettuare il controllo (il corvo era anche simbolo di grande sapienza e conoscenza), utilizzava un bastone speciale come accessorio per esaminare le pazienti senza toccarle, con lo scopo di evitare contatti con eventuali appestate.
L'utilizzo del bastone dava l'impressione di un sopruso ai visitati tanto, da indurre a travisamenti, incomprensioni e convinzioni sbagliate di quanto stesse accadendo e, da diventare così motivo di ribellione.

## Le origini
Da un punto di vista storico e religioso, il carnevale e le "feste dei folli" rappresentavano un periodo durante il quale l'ordine costituito dagli amministratori locali (vescovi, preti, feudatari, ecc.) era sostituito dal caos. Una volta finito questo periodo riemergeva l'ordine perduto precedentemente, rinnovato per un ciclo valido fino all'inizio del carnevale seguente. 

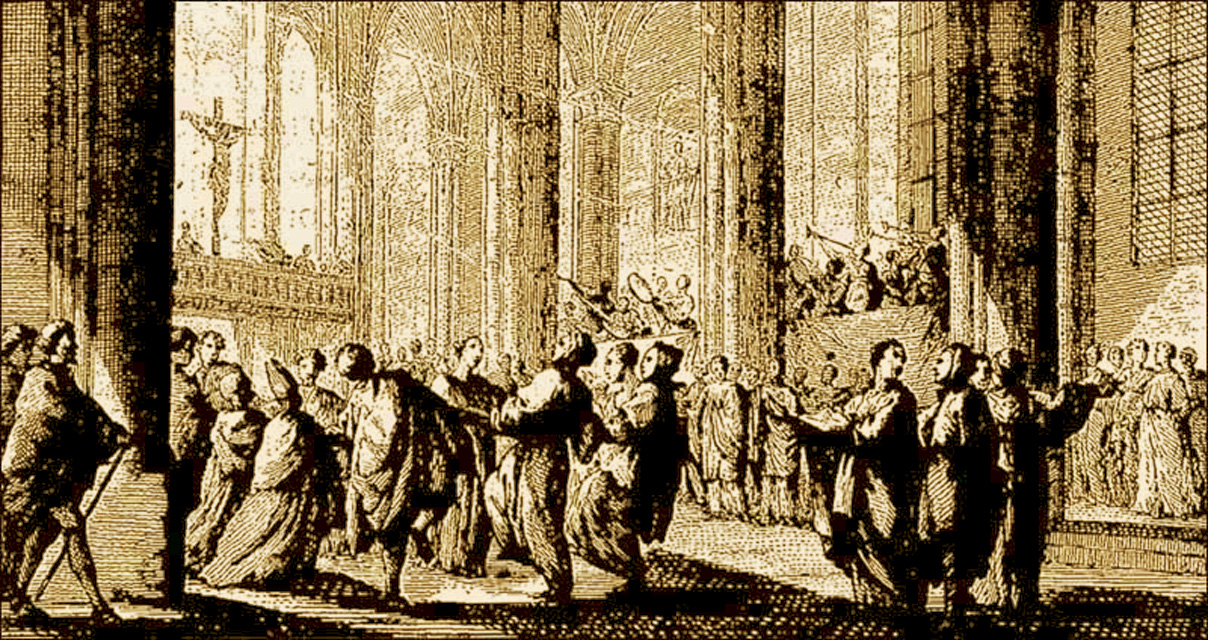
Festa dei folli in una cattedrale, 1752

Quando si festeggiavano le feste popolari come carnevale oppure le "feste dei folli", si forniva una immagine ridicola e deformata della gerarchia ordinatrice e dominante durante il resto dell'anno (da qui il detto "a Carnevale ogni scherzo vale"): per esempio con la gerarchia ecclesiastica, si usava rappresentare il Papa seguito dai vescovi e del popolo dei fedeli impersonati da attori; oppure si inscenavano recite in cui al posto della gerarchia ecclesiastica c'era quella dei nobili. Erano forme popolari che potevano permettersi di satireggiare le gerarchie ecclesiastiche o feudali solo in questo periodo dell'anno. Durante alcuni di questi riti, si inscenava l'uccisione del potente da parte di una donna, simbolo di rigenerazione della vita. A questo periodo seguiva la Quaresima e poi la Pasqua, che è appunto il fresteggiamento di rigenerazione e resurrezione di Gesù sacrificato e morto in croce per portate amore e ordine. Dal caos e dalla morte dell'ordine, rappresentato dal potente del luogo incompreso e sacrificato, ritorna l'ordine: questo era il significato della recita carnevalesca di vari luoghi sparsi in tutta Italia e in Europa, o anche in alcuni riti della Mesopotamia, messe in scena presso cattedrali o chiese locali. Nei paesi e i villaggi, sprovvisti di cattedrale (presente solo in città), i festeggiamenti avvenivano presso castelli e chiese locali. 
Il nome del personaggio, Corvo de' Corvis, ossia privo di nome e cognome specifici e alterato più volte, fa riferimento generico alla famiglia feudale ed è stato attribuito al personaggio durante il periodo in cui la famiglia Corvi amministrava Roccascalegna (il XVII secolo d.C.), ma poteva essere cambiato a seconda del più attuale nome del feudatario o amministratore locale. Non va dimenticato che i Corvi, di antica ascendenza romana e quindi con abitudini e tradizioni tramandate di generazione in generazione, erano della città di Sulmona che diede i natali al latino Publio Ovidio Nasone autore nelle Metamorfosi di "Apollo e Coronide". Per questo motivo potrebbero aver introdotto qualche rito o usanza legata alle Metamorfosi di Ovidio, ai Saturnali e ai Baccanali. 

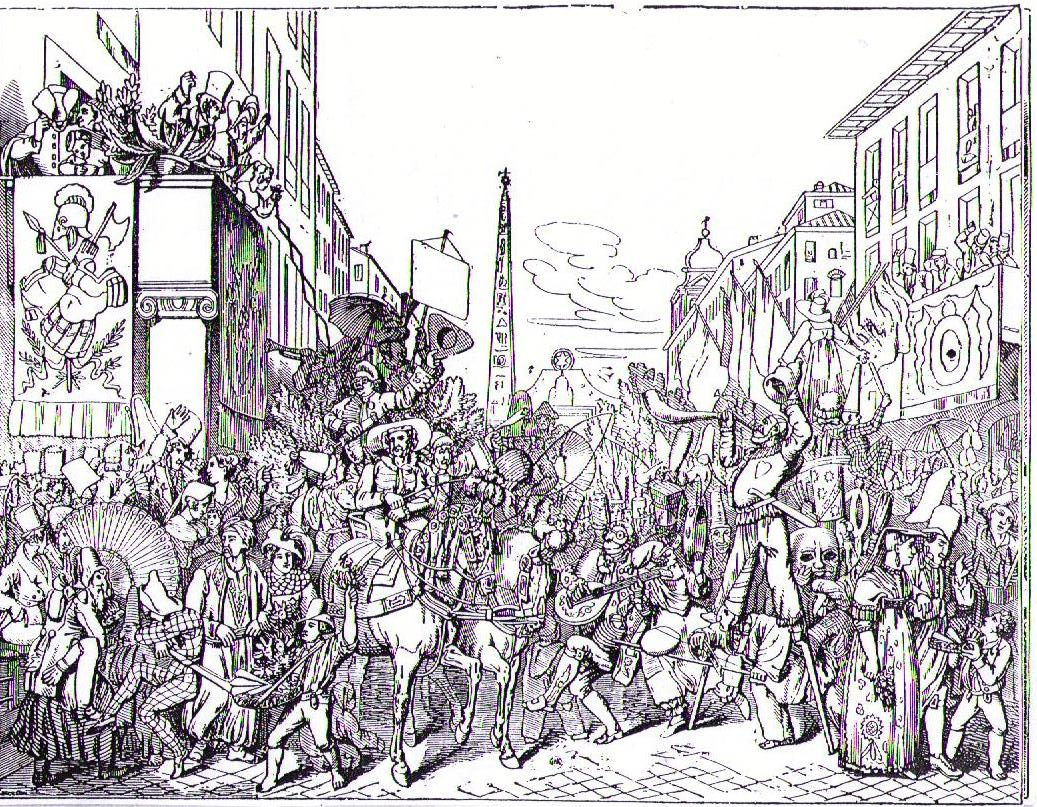
Il Carnevale di Roma in Via del Corso nel 1836. In fondo, si nota l'Obelisco Flaminio a Piazza del Popolo.

La rappresentazione carnevalesca di Corvo de' Corvis era legata appunto alla tradizione del carnevale, antica tradizione mantenuta anche dopo l'avvento del Cristianesimo in tutta Italia. Per esempio, anche a Roma, capitale del Cristianesimo, si ricorda che la maggiore festa pubblica tradizionale era il Carnevale Romano, con le sue caratteristiche e peculiarità diverse da quello di Roccascalegna e di tutti i carnevali locali d'Italia, poi fu soppresso negli anni successivi all'Unità d'Italia e così si sono dimenticate e perdute tradizioni. Oppure, si ricorda l'esempio lampante e chiaro dello Storico Carnevale di Ivrea, famoso per il suo momento culminante della Battaglia delle Arance, allegoria della ribellione del popolo contro i nobili che dominavano ed erano portatori di amore e ordine, nonché famoso per la leggenda della Mugnaia di Ivrea. 
In Abruzzo esistono altre leggende inerenti al sopruso del feudatario con il suo conseguente omicidio da parte di un popolano, che hanno origine in questo tipo di festeggiamenti carnevaleschi. Esistono leggende del barone di Archi e del castello Malanotte ridenominato Buonanotte (Montebello sul Sangro). 
Dai festeggiamenti carnevaleschi di Roccascalegna, sarebbe poi nata la leggenda di Corvo de'Corvis, così come in altri luoghi erano presenti leggende simili legate allo ius primae noctis.

## Storia del complesso - Castello di Corvo de' Corvis e Chiesa di San Pietro Apostolo

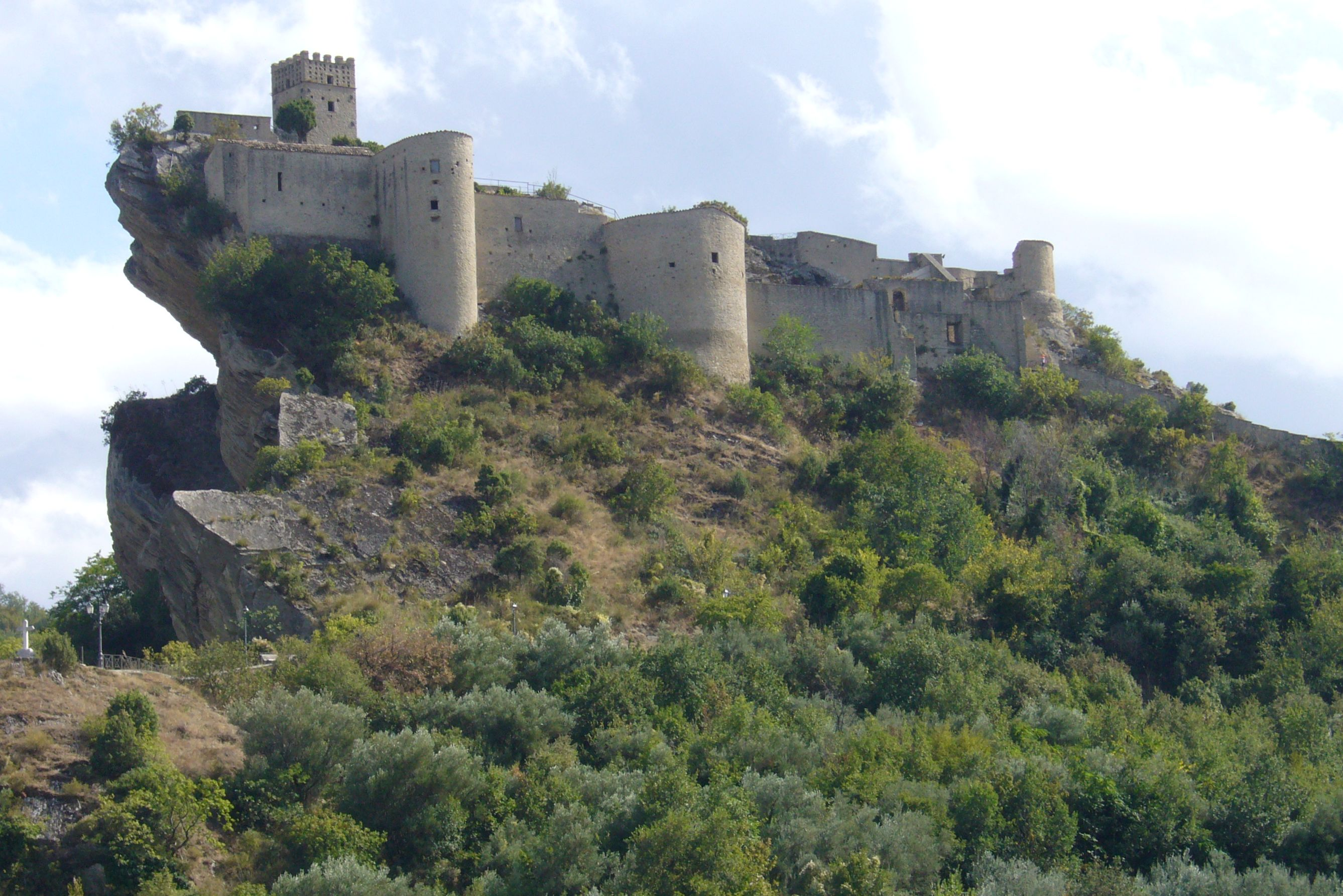
Castello di Corvo de Corvis, Roccascalegna

### Il Castello di Corvo de Corvis
Il nome del personaggio della legenda che prende vita dal rito popolare locale di carnevale è correlato al potente del luogo, ossia al feudatario che amministrava le terre circostanti. Per questo è necessario conoscere la storia del castello.
Gli abitanti della città romana di Amnium fondata intorno al 300 a.C. vicino al fiume Sangro, per sottrarsi alle continue incursioni, si trasferirono nell'entroterra fondando nuovi villaggi, tra cui Roccascalegna.
Durante le lotte Bizantino-Longobarde, tra V e VI secolo d.C., i Longobardi si stanziarono sulla roccia dove oggi sorge il castello di Roccascalegna.
Un certo Annichino de Annichinis, soldato di ventura tedesco al seguito del feudatario Giacomo Caldora, ebbe in dono il feudo di Roccascalegna come riconoscenza per i servigi. Uno dei suoi discendenti, Giovanni Maria de Annichinis, si macchiò di diversi reati ed ebbe relazioni con alcuni feudatari, che nel 1528 gli fecero perdere sia il titolo nobiliare che il feudo, che passò nelle mani dei Carafa di Napoli.
Anche i Carafa, a loro volta, lo persero quando un certo Orazio in seguito all’applicazione di leggi poco tollerate dagli abitanti di Roccascalegna nel 1584, fu assassinato.
Di conseguenza il feudo tornò nelle mani del Regio Demanio per essere acquistato dalla famiglia Corvi di Sulmona. Nel 1599 il barone Vincenzo Corvi acquistò il castello, che fu ereditato poi da Annibale Corvi, quindi Giuseppe Corvi, e da questi passò a Giovanni Battista Corvi;  poi passo ad Annibale III de Corvi; poi il feudo finì a Pompeo Corvi, e infine Pompeo Filippo lo vendette a un aristocratico di Palena, don Nicolò Nanni.

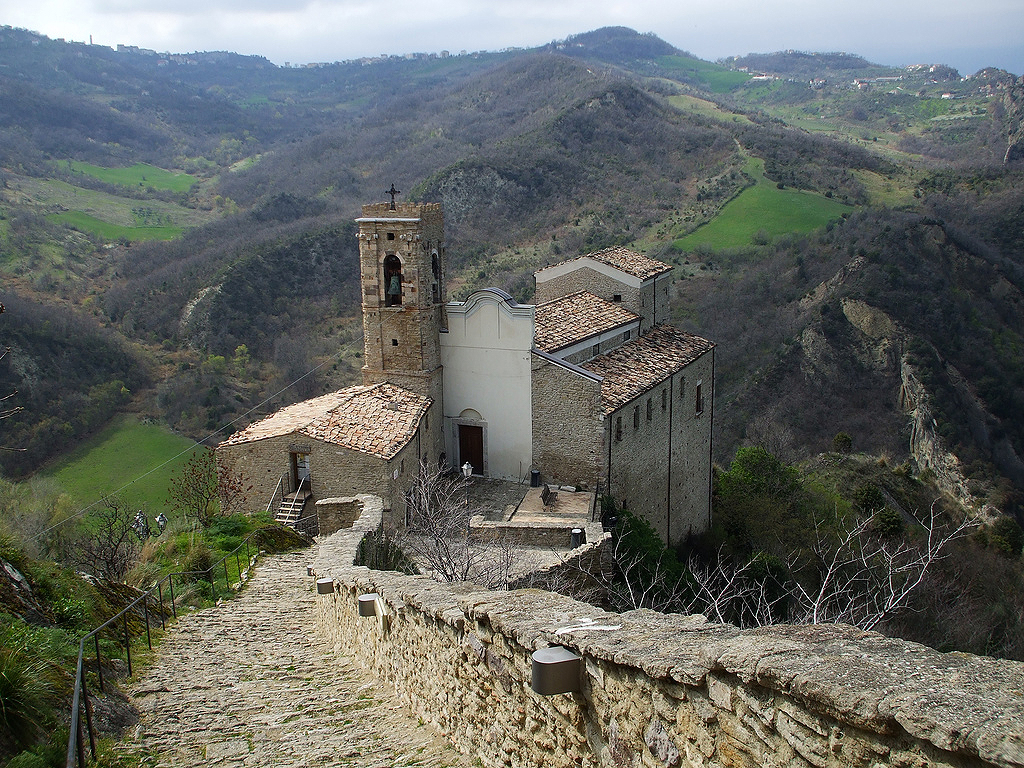
Chiesa di San Pietro

I Nanni, parenti della famiglia di Benedetto Croce, acquistarono il feudo nella prima metà del 1700, ma lo abbandonarono subito e quindi fu chiuso, preferendo un palazzo baronale nel centro di Roccascalegna. I Croce-Nanni, a differenza della tollerante famiglia Corvi, ebbero un atteggiamento autoritario e punitivo nei confronti dei loro sudditi, tanto da impedire qualsiasi forma di manifestazione satirica promossa presso la chiesa del posto e qualsiasi lamentela o rivolta. Nel 1720, come forma deterrente, i Nanni punirono duramente un uomo di chiesa che appoggiò e lasciò manifestare gli abitanti.
Il castello ormai abbandonato rischiava di scomparire come il rito carnevalesco, di cui il personaggio principale non prese il nome degli ultimi feudatari mantenendo quello dato in precedenza, e rimase solo il nome di Corvo de' Corvis che si trasformò in varie leggende confuse con la storia.
Dopo i lavori di restauro ultimati nel 1996, il castello medievale di Roccascalegna è tornato a vivere ed è ora un museo, sala espositiva e luogo di incontri ed esposizioni all'aperto. Dove si auspica di riportare in vita l'antico rito carnevalesco, per allontanare i mali come al suo tempo erano la peste e oggi il covid. 

### La Chiesa di San Pietro Apostolo e le sue salme
La Chiesa di San Pietro Apostolo si trova ai piedi del ripido sentiero a gradini che porta all'ingresso del castello medievale di Roccascalegna. La chiesa è di tipo basilicale a 3 navate, con abside leggermente spostato rispetto all'asse centrale. Anticamente, prima che si costruisse il cimitero, vi si tumulavano delle salme, tra queste anche quelle di alcuni veri feudatari della famiglia Corvi.
Giuseppe de Corvis, vero feudatario di Roccascalegna, morì il 28 novembre 1645 ed è sepolto nella locale Chiesa di San Pietro Apostolo. Non si sa esattamente come morì, ma è uno dei tanti nomi associati a Corvo de Corvis. Altro feudatario morto nello stesso periodo, circa nel 1646-1647 durante i moti popolari, era Pompeo Corvi, marito della vedova Giovanna Muti che durante la rivolta popolare incitatata localmente da Giovanni Grillo (1647) salvò la città di Fontecchio, dove ancora oggi 50 rintocchi ricordano l'evento.

## Le danza della cicerchiata
Si racconta che nel periodo che precedeva la Quaresima, durante il XVII secolo e gli inizi del XVIII secolo, gli abitanti di Roccascalegna si radunassero nella danza della cicerchiata. La rappresentazione consisteva nell'accerchiamento del personaggio Corvo de Corvis da parte dei rappresentanti del popolo, che inizialmente ruotavano ordinatamente intorno alla maschera del corvo o medico degli appestati, posta al centro del cerchio danzante. Curioso è notare che il corvo in antichità rappresentasse anche il dio Apollo, ossia l'apollineo associato all'ordine. Tra i rappresentanti del popolo vi erano anche due persone che recitavano la parte dei novelli sposi. Man mano che i festeggiamenti andavano avanti (non si capisce se nello stesso giorno o se in giorni diversi) il cerchio che rappresentava il popolo si stringeva e invece di danzare ordinatamente cominciava a farlo disordinatamente, quasi in ricordo del disordine dei baccanali o dei riti dedicati a Bacco, fino a stringersi intorno al personaggio del corvo che veniva schiacciato dal popolo e ucciso dalla sposa novizia. Appare come una danza ancestrale, per scacciare il male e augurare fertilità alla sposa, dove il male è scacciato dal potente che però viene eliminatato riportando il popolo nel disordine e nel male, solo il ritorno di un nuovo potente potrà riportare il bene e l'ordine.
Per la festività di carnevale il popolo mangia la cicerchiata, dolce che assomiglia agli struffoli napoletani (simili ad altri dolci orientali), e che sembra trasporre questo tipo di danza ancestrale. Analogamente si trovano altri dolci di carnevale legati a leggende sullo ius prmae noctis, esempio chiaro e lampante è la Michetta di Dolceacqua. Oppure, il dolce che più ci fa comprendere quante chiacchiere e bugie ruotino intorno ai festeggiamenti di carnevale, festa palesemente ed evidentemente legata al rito carnale dello ius primae noctis, sono proprio le chiacchiere chiamate non a caso anche bugie o cenci (gli stracci) che indossavano i popolani; lo stesso dolce è diffuso in Francia con il nome di oreillettes (orecchiette), che odono appunto bugie che incitavano il popolo alla ribellione. A causa di invenzioni e alterazioni si dà un'origine diversa ai nomi, escludendo la motivazione più semplice, chiara ed evidente.

## Luoghi con leggende sullo ius-primae-noctis

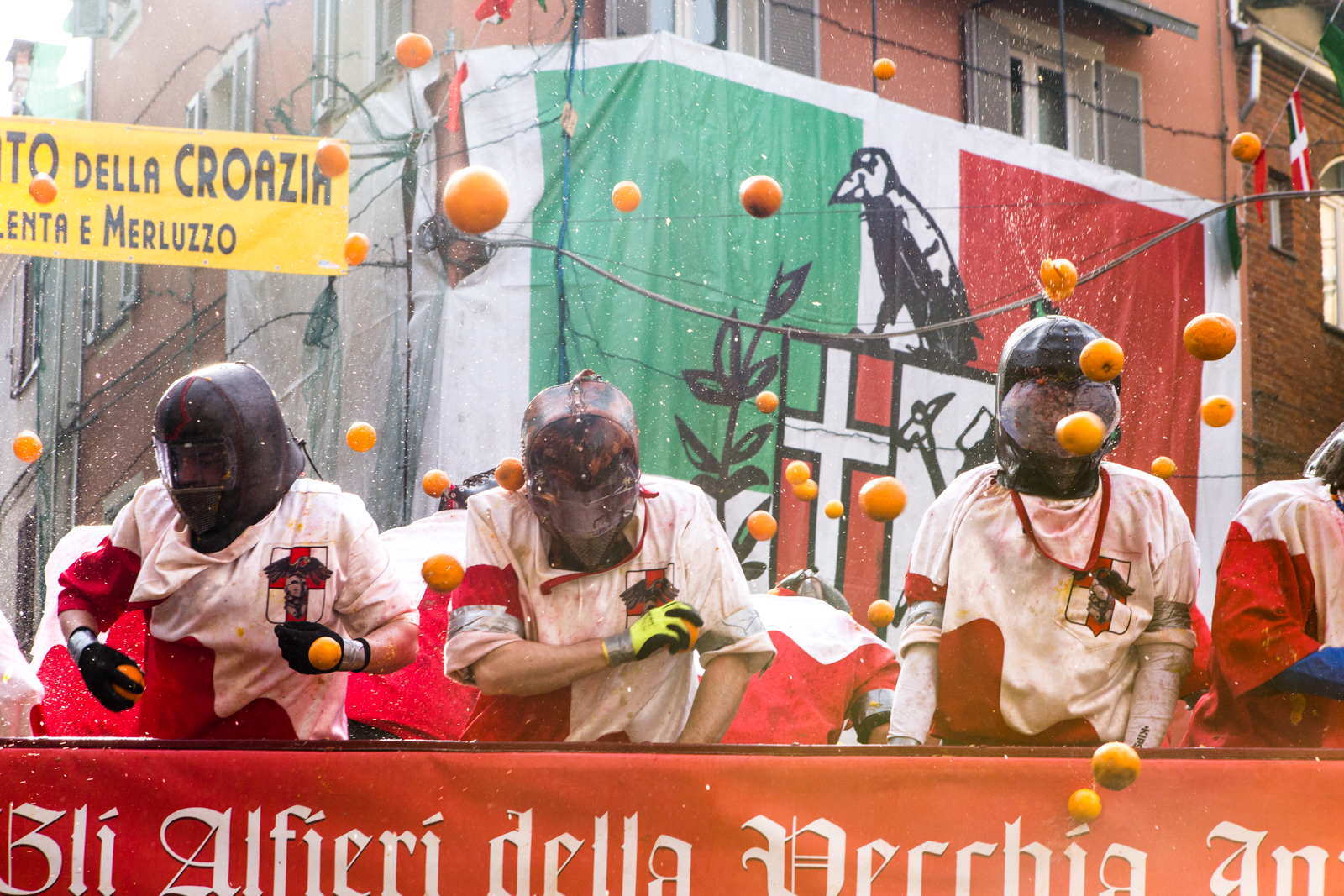
Dettaglio della battaglia e della quantità di arance. (foto Baldo Simone)

Ci sono molti luoghi d'Italia dove vengono raccontate leggende simili a quella di Corvo de' Corvis, spesso associate a feste carnevalesche. Di seguito alcuni esempi.
- leggenda della Mugnaia di Ivrea, con Ranieri di Brandate
- leggenda della Lechera di Rocca Grimalda, provincia di Alessandria
- leggenda di della Michetta di Dolceacqua, con Imperiale I Doria
- leggenda di Melissa, con Francesco Campitelli
- leggenda di Castello Tesino: Biagio delle Castellare (in dialetto tesino Biasgio o Biargio)
- leggenda di Montalto Ligure
- leggenda di Onzo
- leggenda di Francavilla in Sinni
- leggenda di Avigliano
- leggenda di Fiuggi
- leggenda di Sant'Agata di Puglia
- leggenda di Mesoraca
- leggenda di Fumone

### Il significato
Per stratificazione culturale o sincretismo sono rimaste delle usanze che col tempo si sono modificate e confuse con la nuova religione monoteista del cristianesimo. Le leggende dello ius primae noctis sono molte e sparse in vari territori legate ai riti antichi di fertilità, a loro volta collegabili alla festa di Carnevale, Pasqua e le precedenti feste pagane dei baccanali e saturnali, nonché alle "feste dei folli". Corvo de Corvis rappresenta l'ordine, colui che governa, per antonomasia: il cognome fa riferimento al corvo, uccello sacro al dio Apollo, quindi è un riferimento all'ordine apollineo in contrapposizione al disordine dionisiaco. La famiglia Corvo, rispetto alle altre famiglie delle leggende sullo ius primae noctis, deve il suo successo a questo collegamento con la venerazione per i corvi, simbolo di ordine apollineo: una venerazione che ha le sue radici nella vittoria di Marco Valerio Corvo sui galli. Il corvo quindi simboleggia l'ordine apollineo, la fortuna e la prosperità di Marco Valerio Corvo. La leggenda quindi è un frutto di una stratificzione culturale che simboleggia la fine e l'inizio di un nuovo anno così come di un nuovo governo, in sintesi simboleggia il rinnovo e la ciclicità.

## Film
- “Sottovoce” (1993) del regista belga Claudio Pazienza

## Documentari
- Percezioni - Diritto Mortale, docu-reality (2012-2013)

## Mostre
- Mostra fotografica di Dario Rapino su Corvo de' Corvis (2013)